# The Series Finale (Ванда/Вижн)
«The Series Finale» (с англ. — «Финал сериала») — девятый и финальный эпизод американского мини-сериала «Ванда/Вижн», основанного на персонажах Ванда Максимофф / Алая Ведьма и Вижн из «Marvel Comics». Эпизод рассказывает о Ванде, пытающейся защитить свою идиллическую пригородную жизнь и семью, созданную ей в городе Уэствью. Действие эпизода происходит в медиафраншизе «Кинематографическая вселенная Marvel» (КВМ), и он напрямую связан с фильмами франшизы. Сценарий к эпизоду написал главный сценарист Жак Шеффер, а режиссёром стал Мэтт Шекман.
Элизабет Олсен и Пол Беттани вновь исполняют соответствующие роли Ванды Максимофф и Вижна из серии фильмов, и главные роли также исполняют Дебра Джо Рапп, Тейона Паррис, Эван Питерс, Рэндалл Парк, Кэт Деннингс и Кэтрин Хан. Жак Шеффер была нанята в январе 2019 года в качестве главного сценариста сериала, а Шекман присоединился к сериалу в августе 2019 года. Съёмки проходили в Атланте, а также на студии «Pinewood Atlanta Studios» и в Лос-Анджелесе.
Эпизод был выпущен на «Disney+» 5 марта 2021 года.
Критики похвалили эпизод за актёрскую игру, визуальные эффекты и эмоциональную составляющую, но неоднозначно отнеслись к ключевым сюжетным моментам и раскрытию личности персонажа Эвана Питерса.

## Сюжет
Агата Харкнесс пытается забрать у Ванды её Магию хаоса, аргументируя это тем, что она не достойна её носить. Белый Вижн проходит через барьер и встречает Ванду. Она приближается к нему, однако тот начинает сдавливать ей голову. Появляется обычный Вижн и вступает в схватку с белым Вижном. Агата поясняет Ванде с помощью книги «Даркхолд», что «Алой Ведьмой» не рождаются, а становятся, и что Ванде суждено уничтожить мир. Однако Ванда говорит, что никто не учил её магии. Агата освобождает жителей Уэствью от контроля Ванды. Разозлившись, они набрасываются на Ванду и требуют, чтобы она освободила их. Ошеломлённая Ванда решает открыть барьер, в результате чего созданные ею Вижн и близнецы начинают распадаться. Тайлер Хейворд вместе с группой реагирования «М.Е.Ч.» успевает пробраться в город перед тем, как Ванда снова закрывает барьер. Моника Рамбо противостоит «Пьетро», который оказывается жителем Уэствью по имени Ральф Боунер, и освобождает его от чар Агаты. Сбежав, Моника помогает Билли и Томми остановить агентов организации «М.Е.Ч.». Вижну, созданному Вандой, после диалога о Корабле Тесея, удаётся восстановить воспоминания белого Вижна, который после этого улетает из Уэствью. Агата высасывает из Ванды её магические силы, однако оказывается, что Ванда обманула Агату. Промахиваясь мимо ведьмы, Ванда накладывала на барьер «Руны» — заклятие, дающее право использовать магию только тому, кто его поставил, которое отнимает у Агаты силы. Ванда оставляет ослабленную Агату в Уэствью как «любопытную соседку Агнес». Ванда всё же решает снять барьер с Уэствью. Она с семьёй возвращается в их дом и прощается с Вижном и близнецами, проводя с ними последний вечер. После этого Ванда покидает Уэствью.
В первой сцене после титров Хейворда арестовывают за фальсификацию данных, а Моника получает сообщение от скрулла, что друг её матери хочет с ней встретиться.
Во второй сцене после титров Ванда отправляется в изгнание в горы, где живёт в хижине у озера. Её астральная форма в это время изучает книгу «Даркхолд», однако внезапно она слышит призывы о помощи от своих сыновей.

## Производство

### Разработка
К октябрю 2018 года «Marvel Studios» разрабатывала мини-сериал с участием Ванды Максимофф (Элизабет Олсен) и Вижна (Пол Беттани) из фильмов кинематографической вселенной Marvel (КВМ). В январе 2019 года Жак Шеффер был нанят в качестве главного сценариста мини-сериала «Ванда/Вижн». В августе 2019 года Мэтт Шекман был нанят в качестве режиссёра мини-сериала. Шекман, Шеффер, Кевин Файги, Луис Д’Эспозито и Виктория Алонсо стали исполнительными продюсерами:50. Файги описал сериал как наполовину «классический ситком, наполовину марвеловский блокбастер», отдающий дань уважения многим эпохам американских ситкомов. Беттани также описал финал как эпическое столкновение. К девятому эпизоду, названному «Финал сериала», сценарий написала Жак Шеффер.

### Сценарий
Пол Беттани изобразил обе версии Вижна, как созданного Вандой в Гексе, так и оригинального, ныне белого Вижна. Беттани хотел усилить их различие «таким образом, чтобы они не казались просто визуально разными», делая белого Вижна «знакомым и в то же время немного пугающим». Он добавил, что «боялся» приблизиться к Вижну, потому что персонаж имел короткую сюжетную арку с «большим поворотом». Олсен сказала, что этот эпизод был «законченным введением» для появления Ванды в фильме «Доктор Стрэндж: В мультивселенной безумия» (2022); сцена после титров показывает Ванду в форме Алой Ведьмы, использующей свою астральную форму для обучения новым силам из «Даркхолда». Энди Ортиз из «TheWrap» говоря об этой сцене сказал, что кажется маловероятным, что Ванда станет злодейкой в фильме, учитывая, что она пыталась контролировать свои силы, но могла бы поработать с доктором Стрэнджем, который мог бы больше помочь с её силами. Чанселлор Агард из Entertainment Weekly истолковывает эту сцену по-другому, считая что Ванда переходит «на плохую сторону» в связи с желанием найти своих детей в мультивселенной, что поставило бы её в противоречие со Стрэнджем.

### Кастинг
Главные роли в эпизоде исполняют Элизабет Олсен (Ванда Максимофф), Пол Беттани (Вижн), Дебра Джо Рапп (Шэрон Дэвис), Тейона Паррис (Моника Рамбо), Эван Питерс (Ральф Боунер / «Пьетро Максимофф»), Рэндалл Парк (Джимми Ву), Кэт Деннингс (Дарси Льюис) и Кэтрин Хан (Агата Харкнесс):41:21–41:38.
Роли сыновей Ванды и Вижна в эпизоде сыграли Джулиан Хиллиард (Билли) и Джетт Клайн (Томми):43:51. Также в эпизоде появляются Джош Стамберг (директор «М.Е.Ч.» Тайлер Хейворд), Асиф Али (Абилаш Тэндон), Эмма Коулфилд (Сара Проктор), Джолин Пёрди (Изабель Мацуэда), Дэвид Пэйтон (Джон Коллинз), Дэвид Ленгел (Гарольд Проктор), Амос Глик (курьер), Селена Андюз (агент «М.Е.Ч.» Родригес), Кейт Форбс (Эванора Харкнесс) и Лори Ливингстон (агент скруллов):43:51.

### Съёмки и визуальные эффекты
Съёмки на звуковой сцене проходили в павильонах студии «Pinewood Atlanta» в Атланте, Джорджия, где режиссёром стал Шекман, а Джесс Холл выступил в качестве оператора. Съёмки также проходили в мегаполисе Атланты, а наружные съёмки и съёмки на заднем дворе студии проходили в Лос-Анджелесе, когда сериал возобновил производство после перерыва из-за пандемии COVID-19:50. Сцена после титров была отснята в финальный день съёмок.
Изначально Шекман снял эпизод, в котором Моника, Ральф и Дарси встречаются с Билли и Томми в доме Агаты и пытаются украсть «Даркхолд» из подвала. Любимый кролик Агаты Сеньор Царапка в этой сцене прошёл бы через «трансформацию» в демона в стиле фильма «Американский оборотень в Лондоне», что привело бы к погоне в стиле фильма «Балбесы». Шекман считал эту сцену отличной, забавной последовательностью, но он вырезал её из эпизода, потому что это было большим ответвлением сюжета. Некоторые работы по визуальным эффектам были завершены до того, как сцена была вырезана. Деннингс должна была получить больше экранного времени в этом эпизоде, однако, учитывая задержки, которые произошли в съёмках из-за пандемии COVID-19, она не смогла вернуться на часть съёмок в Лос-Анджелесе.
Визуальные эффекты в эпизоде были созданы компаниями «Digital Domain», «RISE», «Industrial Light & Magic», «Luma», «Mr. X», «capital T», «Lola», «Weta Digital», «Cantina Creative» и «The Yard VFX»:44:51–45:11.
В конце июня 2021 года визуальные эффекты сцены после титров были обновлены, включив большее количество деревьев вокруг хижины. Итан Андертон из «/Film» назвал изменение «незначительным», но в целом посчитал его «довольно странным», обеспокоившись тем, что у Marvel есть возможность вернуться к уже выпущенному контенту и вносить коррективы. Он сказал, что это «вероятно хорошо для исправления мелких ошибок <…> но это также означает, что они могут вносить изменения в свои шоу в любое время, не сообщая никому об этом». Андертон предположил, что если эта локация появится в фильме «Доктор Стрэндж: В мультивселенной безумия», то изменение было внесено, чтобы оно соответствовало тому, как оно будет выглядеть в этом фильме.

### Музыка
«Marvel Music» и «Hollywood Records» выпустили саундтрек к седьмому эпизоду в цифровом формате 12 марта 2021 года, и в нём присутствовала музыка композитора Кристофа Бека. Тема «Reborn» отсылает к теме композитора Майкла Джаккино из фильма «Доктор Стрэндж» (2016).
| №                   | Название                  | Длительность |
| ------------------- | ------------------------- | ------------ |
| 1.                  | «Not a Witch»             | 1:58         |
| 2.                  | «Surrender Your Magic»    | 3:26         |
| 3.                  | «We Feel Your Pain»       | 2:38         |
| 4.                  | «I Am Vision»             | 3:07         |
| 5.                  | «Unintended Consequences» | 1:53         |
| 6.                  | «Born For It»             | 2:12         |
| 7.                  | «I Want More»             | 3:22         |
| 8.                  | «Home Again»              | 3:43         |
| 9.                  | «Stand Down»              | 1:49         |
| 10.                 | «Ascendant»               | 2:41         |
| 11.                 | «What Am I»               | 5:12         |
| 12.                 | «Now Leaving Westview»    | 2:44         |
| 13.                 | «Reborn»                  | 1:21         |
| Общая длительность: | Общая длительность:       | 36:06        |

## Маркетинг
Marvel в сотрудничестве с шеф-поваром Джастином Уорнером выпустила рецепт закуски к сериалу под названием «Westview Finale Snack Mix», подходящей к каждому эпизоду. После выхода эпизода Marvel анонсировала товары, вдохновлённые этим эпизодом, в рамках еженедельной акции «Marvel Must Haves» для каждого эпизода сериала, включая одежду, игрушки, аксессуары, макияж и ювелирные изделия.

## Релиз
Эпизод «Финал сериала» был выпущен на «Disney+» 5 марта 2021 года. После выхода эпизода в полночь по «UTC−8 Disney+» испытывала технические трудности, в основном на западном побережье Соединённых Штатах, учитывая приток зрителей, пытающихся посмотреть эпизод в момент выхода. Эти проблемы затронули только около 2300 пользователей.

## Отзывы
Агрегатор рецензий «Rotten Tomatoes» присвоил эпизоду 87 % рейтинга со средним баллом 7,76/10 на основе 30 отзывов. Консенсус критиков на сайте гласит: «„Финал сериала“ разрушает закрытость „Ванда/Вижн“ в пользу большого экшена для КВМ, и хотя это, может быть, не тот финал, на который надеялись некоторые фанаты, этот эпизод предлагает достаточно загадок, чтобы все гадали о будущем мультивселенной».
Абрахам Рисман из «Vulture» сказал: «Я был впечатлён тем, как хорошо создатели играли с моими ожиданиями в конце. Общие наброски разрешения, по большей части, можно было довольно легко предсказать с самого начала шоу, они оставались в рамках стандартных тематических линий и вводили кучу тупых решений, и первые семь эпизодов были разными вариациями застревания на лестнице». К концу сериала Рисман почувствовал, что «Ванда/Вижн» говорит о том, «каково это — быть влюблённым под конец света»; он дал эпизоду 4 из 5 звёзд. Рози Найт для «Den of Geek»: «Мэтт Шекман и Жак Шеффер связали большую часть концов с концами. Хотя временами темп может быть немного безумным, к тому времени, когда начнутся титры и восхитительные сцены после титров удивят вас, вы, вероятно, почувствуете себя очень удовлетворённым этим экспериментальным и эмоциональным финалом шоу, которое было и тем, и другим в свои лучшие моменты». Найт добавила, что сцена между двумя версиями Вижна, имеющая философский спор, была одной из лучших в КВМ и сериале.
Давая эпизоду 7 из 10, Мэтт Пёрслоу из «IGN» сказал, «Финал сериала одновременно неожиданный и точно такой, какой был многими предсказан, используя удивляющий уровень ускользающей мрачности, переворачивая остальную мягко горько-сладкую историю… Несмотря на небольшую неровность, „Ванда/Вижн“ удерживает до последних мгновений, делая приятной последнюю прогулку с удивительно необычной парой». Пёрслоу назвал использование Питерса в роли поддельного «Пьетро» Ральфа Бонера и продлевание тайны «несправедливым трюком от Marvel… как будто ожидания фанатов мультивселенной Marvel были использованы для создания волнения без какой-либо отдачи», сравнивая этот ход с сюжетным поворотом Мандарина в фильме «Железный человек 3» (2013), «но лишённым забавности». Он также считает, что Моника, Дарси и Джимми были недостаточно показаны в эпизоде, упоминая сюжетные линии Дарси и Джимми, не получивших должных завершений, и оценил образ Ванды, вступающей на путь Алой Ведьмы. Стивен Робинсон для «The A.V. Club», давая «Финалу сериала» оценку «B», назвав эпизод «трогательным, но с некоторыми ошибками». Хотя он оценил финальную битву между Вандой и Агатой, особенно «крутую сцену», когда Ванда берёт верх, Робинсон надеялся на «более сложные» мотивы от Агаты, чем «просто жажда власти ради власти», и чувствовал, что с менее обоснованным изображением персонаж Хан взял «резкий поворот в сторону грандиозного диснеевского злодея». Робинсон считает, что действия в эпизоде были «избыточны» и «самой слабой частью», и, в отличие от Пёрслоу, нейтрально воспринял то, что роль Питерса не оказалась более существенной. И наоборот, он назвал не раскрытым персонажа «Дотти» — женщину по имени Сара ранее в сериале, когда другими жители Уэствью была названа «мошенницей», так как она играла большую роль в ситкоме «ВандаВижен» во время эпизода «Не переключайтесь». Робинсон назвал «освежающим» то, что в сериале «нет плохой ситуации в последнюю минуту», и был взволнован перспективой увидеть возвращение персонажа Хан как «непредсказуемую копию в стиле Локи» для Ванды.
Алан Сепинволл, просматривая финал для «Rolling Stone», сказал: «„Ванда/Вижн“ очень много завершает на территории КВМ, немного хорошего и больше плохого». Сепинволл продолжил: «Эпизод выглядит хорошо, и в нём есть несколько приятных эмоциональных моментов. Но несмотря на то, что большая часть серии, ведущей к этому моменту, чувствовалась как страстный проект всех участников, слишком большая часть финала казалась обязательной, как будто задача стояла в том, чтобы вернуться к формуле и убедиться, что Ванда и Моника Рэмбо готовы к своим предстоящим появлениям в следующих фильмах Доктора Стрэнджа и Капитан Марвел соответственно». Он считает, что второстепенные персонажи, такие как Моника, Джимми Ву и Дарси Льюис, были в значительной степени ненужными, только частью сериала, чтобы «сделать историю связанной с КВМ», но признал, что его проблемы с восприятием эпизода могут быть не такими сильными, если зритель будет смотреть сериал последовательно, а не после недельного ожидания от предыдущего эпизода. Чанселлор Агард описал смешанные чувства по поводу этого эпизода в своём обзоре для «Entertainment Weekly». Агард считает, что Шекман и Шеффер обеспечили «моменты, которые должны были напомнить нам, чем цепляла эта история была о горе», указывая конкретно на сцену, где Агата освобождает жителей Уэствью из-под контроля Ванды. Он также оценил прощание Ванды и Вижна, прежде чем чары будут сняты, и тем фактом, что появление Питерса в сериале оказалось «действительно забавной частью кастинга». И наоборот, он считает, что эпизод, которому он дал «B-», страдал от клише супергеройского фильма о проблемах с их финальными актами, думая, что эмоциональные ставки сериала теряются в зрелище драк. Например, Агард отметил, что большая часть диалога Хан была экспозиционной в промежутках между её энергетическими взрывами, и к концу эпизода он был неясен, «кто такая Агата, помимо того факта, что она была голодна до власти», и не оценил бои были героев против злых отражений самих себя. Коллега Агарда Кристиан Голуб оценил борьбу между Вижном и белым Вижном больше, чем Агард, из-за сюжета «я против теневого я». Голуб чувствовал то же самое, что и Агард в отношении Агаты в этом эпизоде, но оценил то, что Ванда заставила её остаться в Уэствью в качестве Агнес, сравнив результат с финалом мультсериала «Аватар: Легенда об Аанге».

### Награды
Кэтрин Хан была названа на «TVLine» «исполнительницей недели» 1 марта 2021 года за её игру в этом эпизоде. Сайт отметил, что Хан получал похвалу за её выступление в сериале с самого первого эпизода, называя её признание «хорошо запоздалым» после того, как она была «секретным оружием» в прошлых комедийных эпизодах. В этом эпизоде «TVLine» считает, что Кэтрин Хан «наслаждался каждым моментом» роли злодея, с игрой, которая «сочилось злым восторгом» и «первоклассным» ведьминским хохотом. Сайт считает, что финальная сцена была «лучшей работой» Кэтрин Хан в серии, отмечая её исполнение пойманной Агаты, поскольку Агнес «не имела прежней жизнерадостности Агнес, и они не несли в себе уверенности Агаты на пике её сил».

## Комментарии
1. ↑  Действие продолжится в фильме «Доктор Стрэндж: В мультивселенной безумия» (2022).